# Ricordi d'Infanzia
Ricordi d'Infanzia, anteriormente notável como Gli Aspidi, foi um grupo de música beat e de rock progressivo italiano.

## História

### Gli Aspidi
O grupo se forma em 1966 na Lombardia fazendo exibições por diversas ocasiões na sua região, tocando música beat e rock. A formação original era composta por:
- Bateria (Glauco)
- Voz     (Emilio Mondelli)
- Guitarra (Franco Cassina)
- Baixo    (Mimì Filardi)
- Órgão   (Giorgio Sette)
- Manager  (Sergio)

A banda obtém um contrato com uma pequena etiqueta, a Z Records, para a qual cria um 45 rotações, em 1967, e acaba mencionada na revista semanal TV Sorrisi e canzoni como grupo emergente naquele ano. Após a publicação do disco, graças à grande paixão de Sergio para o grupo, que o organiza com muito profissionalismo e empenho, escolhendo o material para a imagem e a instrumentação melhor que havia no mercado. Passam a tocar nos lugares mais conhecidos da Lombardia apresentando as duas músicas do disco Cerco l'amore e Una chiesa vuota, músicas internacionais e improvisações.
Ao fim dos anos 1970, Mimì parte para o serviço militar e é substituído por Tino. Sucessivamente partirá também Giorgio para o serviço militar, sendo substituído por Maurizio. Depois dessas mudanças, a relação entre os membros não será mais ligada por experiências de amizade espontânea, pois ainda deixarão a banda Glauco e Sergio.
O grupo se distancia do beat e se avizinha da música melódica com algumas influências de rock progressivo. Passam, em seguida, à gravadora Fonit-Cetra, eticheta para a qual criam uma música, Forse amore non è, na compilação Nuovi Complessi d'avanguardia da Radio Montecarlo, e um 45 rotações do qual são acompanhados pela cantora Graziella Ciaiolo.

### I Ricordi d'Infanzia
Com o ingresso do baterista Antonio Sartoni, que substitui o anterior, Glauco, o grupo muda de nome e de gênero, se tornando I Ricordi d'Infanzia, se aproximando do rock progressivo.
Em 1973 publica um disco conceitual, intitulada Io uomo, sobre o tema do nascimento do ser humano. Do disco são também lançados dois 45 rotações. O álbum não alcança sucesso na época, mas será redescoberto nos anos sucessivos, sendo relançado em CD.
O grupo muda novamente de formação, com o ingresso de um saxofonista e a substituição do tecladista, mas essa formação não cria absolutamente nada e desaparece em 1976.

## Formação
- Emilio Mondelli: voz
- Franco Cassina: guitarra
- Maurizio Vergani: teclado (1966-1974)
- Tino Fontanella: baixo
- Glauco: batteria (1966-1971 nos Aspidi)
- Antonio Sartori: bateria, percussões (1972-1976 no Ricordi d'Infanzia)
- Gianni Bari: sax (desde 1974)
- Ugo Biondi: teclado (1974-1976)

## Discografia

### 33 rotações comeGli Aspidi
- 1971: Nuovi complessi d'avanguardia da Radio Montecarlo (Fonit-Cetra, LPQ 09060, con i Delirium, Piero Montanaro & i Tibù, La Quinta Faccia, I Cliffters, Le Mummie, i Jimmy M.E.C., Le Macchine per Sognare. Gli Aspidi estão presentes na música Forse amore non è.

### 45 rotações comoGli Aspidi
- 1968: Una chiesa vuota/Cerco l'amore (Z Records, Z COM 517)
- 1971: Svegliarsi una mattina/Amen (Fonit-Cetra, SP 1461; con Graziella Ciaiolo)

### 33 rotações comoI Ricordi d'Infanzia
- 1973: Io uomo (Fonit-Cetra, LPP 227)
- 1991: Io uomo (Fonit-Cetra/Vinyl Magic, LPP 426; relançamento)
- 2009: Io uomo (BTF-VM2000, VM 143; ristampa)

### 45 rotações comoI Ricordi d'Infanzia
- 1973: Mani fredde/Latte e rhum (Fonit-Cetra, SP 1497)
- 1973: Duemila anni prima/Creazione (Fonit-Cetra, SP 1530)

### CD
- 1991: Io uomo (Vinyl Magic, CDLP 426)
- 1999: Io uomo (Warner/Fonit-Cetra, 3984 27122-2)